# Nova Mob
Nova Mob war eine US-amerikanische Alternative-Rock-Band, die 1989 von dem ehemaligen Hüsker-Dü-Schlagzeuger Grant Hart gegründet wurde.

## Bandgeschichte
Nova Mob, benannt nach Romanfiguren aus dem Buch Nova Express von William S. Burroughs, wurden 1989 von dem ehemaligen Schlagzeuger von Hüsker Dü, Grant Hart, gegründet. 1987 hatten sich Hüsker Dü wegen zunehmender persönlicher Differenzen zwischen Hart und dem anderen Haupt-Songschreiber der Band, Bob Mould, aufgelöst. Verstärkt wurden diese Differenzen durch den Drogenkonsum der beiden. Grant Hart war zum Zeitpunkt der Auflösung abhängig von Heroin.
Hart überwand jedoch seine Sucht und wandte sich wieder der Musik zu. Nach der Veröffentlichung eines Soloalbums gründete er mit Tommy Rey (Schlagzeug), Kevin Lavaly (Gitarre) und Tom Merkl (Bass) Nova Mob. Hart selber fungierte als Sänger und Gitarrist der Band. Rey wurde später durch Michael Crego ersetzt. Zusammen begannen sie, neue Songs zu schreiben und ein Album, Last Days of Pompeii, aufzunehmen, welches 1992 bei Rough Trade erschien. Zuvor war Lavaly wegen Alkoholproblemen wieder aus der Band ausgeschieden.
Last Days of Pompeii wurde von Kritikern wohlwollend aufgenommen, der Sound erinnerte an Harts Vorgängerband Hüsker Dü, war aber melodischer und pompöser. Von manchen wurde es daher als Rockoper bezeichnet; dieser Eindruck wurde auch durch episch klingende Songtitel wie Admiral of the Sea, Woton und Wernher von Braun verstärkt. Auf Tourneen durch Europa und Amerika, nun mit Mark Retish am Schlagzeug, erspielte sich die Band eine treue Anhängerschaft.
1994 erschien das Album Nova Mob, auf dem auch Johnny Clegg und seine Bläsergruppe zu hören waren. Mittlerweile war auch Mark Retish ausgestiegen und durch Steve Sutherland am Schlagzeug ersetzt worden; ebenso war Chris Hesler als Gitarrist neu in die Band aufgenommen worden. Das Album Nova Mob hinterließ jedoch wenig Eindruck und fiel bei den Musikkritikern durch. Da Tom Merkl plante, zu seinem Lebensgefährten in die Niederlande umzuziehen, löste sich die Band nach einer letzten Tournee im Jahre 1997 schließlich auf. Grant Hart war in der Folge wieder als Solokünstler tätig; Merkl gründete nach Nova Mob die Band Iffy, die 2001 ein Album veröffentlichte.

## Diskografie
- 1991: Admiral of the Sea (EP 12"/CD)
- 1991: Last Days of Pompeii (Album, 12" and CD)
- 1991: I Just Want to Make Love to You (Single 7")
- 1992: Shoot Your Way to Freedom (Single 7")
- 1992: Evergreen Memorial Drive (Single 7")
- 1992: Shoot (EP 7"/12"/CD)
- 1994: Nova Mob (Album 12" and CD), US Veröffentlichung auf Restless mit 2 zusätzlichen Stücken, die nicht auf dem Cover erwähnt werden: Not Talking About, Evergreen Memorial Drive (neue Studioversion)
- 1994: Old Empire (EP CD)